# Epazoyucan
Epazoyucan är en kommun i Mexiko.   Den ligger i delstaten Hidalgo, i den sydöstra delen av landet, 80 km nordost om huvudstaden Mexico City. Antalet invånare är 11 522.
Följande samhällen finns i Epazoyucan:
- San Juan Tizahuapan
- Xolostitla de Morelos
- San Miguel Nopalapa
- El Guajolote
- El Manzano
- Barrio Chapultepec
- Escobillas
- La Paloma
- El Mercillero
- La Trinidad
- Los Lirios
- El Pinillo
- San Francisco